# 绕阳河
绕阳河，位于中华人民共和国辽宁省西部的一条河流，是辽河右岸支流，发源于阜新蒙古族自治县扎兰营子镇七家子村东南的察哈尔山，北流至哈达营子村转东北流，于建设镇杏树洼村以北转东南流，成为阜新县与彰武县、黑山县与新民市之间的界河，在新民市大红旗镇折向西南，流经黑山县东南部、黑山县与台安县边界、北镇市与盘山县边界、盘山县中部和盘锦市兴隆台区等地，最后于兴隆台区东郭街道（原属盘山县）龙王村万金滩汇入辽河（双台子河）。河流全长290.4千米，流域面积10483平方千米，年均径流量0.018亿立方米。绕阳河流域植被较差，水土流失较重。流域内的平原是辽宁省主要的产粮区之一。下游沿岸是辽河油田的主要生产区。下游的东郭苇场面积624平方千米，是世界上最大的芦苇生产基地。